# Титов, Алексей Фёдорович
Алексе́й Фёдорович Тито́в (26 декабря 1923, Малая Кандала, Самарская губерния — 24 января 1945, Восточная Пруссия) — командир пулемётного взвода 444-го стрелкового полка 108-й Бобруйской стрелковой дивизии 65-й армии 2-го Белорусского фронта, старший лейтенант, Герой Советского Союза.

## Биография
Родился 26 декабря 1923 года в селе Малая Кандала (ныне — Старомайнского района Ульяновской области) в крестьянской семье. Окончил 8 классов. Работал счетоводом.
В Красную Армию призван в 1941 году Малокандалинским райвоенкоматом Ульяновской области. На фронте в Великую Отечественную войну с декабря 1941 года. Член ВКП(б) с 1944 года.
Командир пулемётного взвода 444-го стрелкового полка старший лейтенант Алексей Титов особо отличился в оборонительных боях за удержание плацдарма на левом берегу реки Нарев. В период с 4-го по 8 октября 1944 года старший лейтенант Титов с бойцами вверенного ему подразделения отразил свыше тридцати вражеских атак и удержал занимаемый рубеж.
Указом Президиума Верховного Совета СССР от 24 марта 1945 года за образцовое выполнение боевых заданий командования и проявленные при этом мужество и героизм старшему лейтенанту Титову Алексею Фёдоровичу присвоено звание Героя Советского Союза.
В одном из боёв, в ходе наступления в Восточной Пруссии, командир пулемётного взвода отдельной учебной стрелковой роты 108-й Бобруйской ордена Ленина стрелковой дивизии старший лейтенант А. Ф. Титов 24 января 1945 года погиб. Был похоронен на территории колонии Людвигдорф.

Памятник-бюст Титову А. Ф. (Ст. Майна).

## Награды
Награждён орденами Ленина, Отечественной войны 1-й и 2-й степеней, Красной Звезды.

## Память
В селе Малая Кандала Старомайнского района Ульяновской области установлен памятник Герою и названа улица. Дом, в котором жил Герой Советского Союза А. Ф. Титов, 1923—1941 гг. (объект культурного наследия Старомайнского района Ульяновской области)., а на Аллее Героев в районном центре — посёлке городского типа Старая Майна — бюст.

Торжественная стена у обелиска Славы, Ульяновск.

На Торжественной стене Обелиска «30 лет Победы» в Ульяновске, есть мемориальная доска с именем Героя.